# Lluís Jaume Vallespir

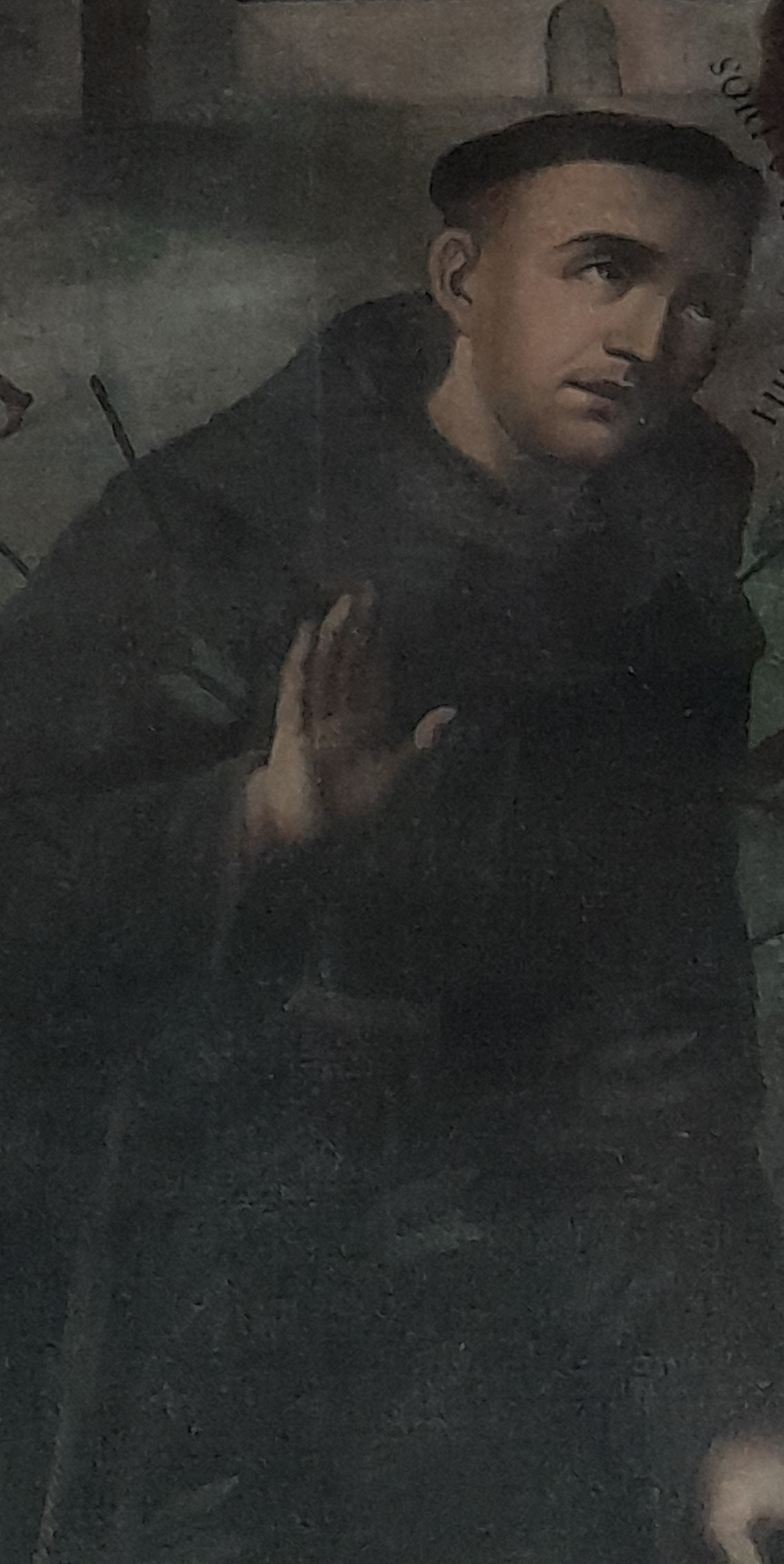
Porträt von Lluís Jaume Vallespir in der Pfarrkirche Sant Joan

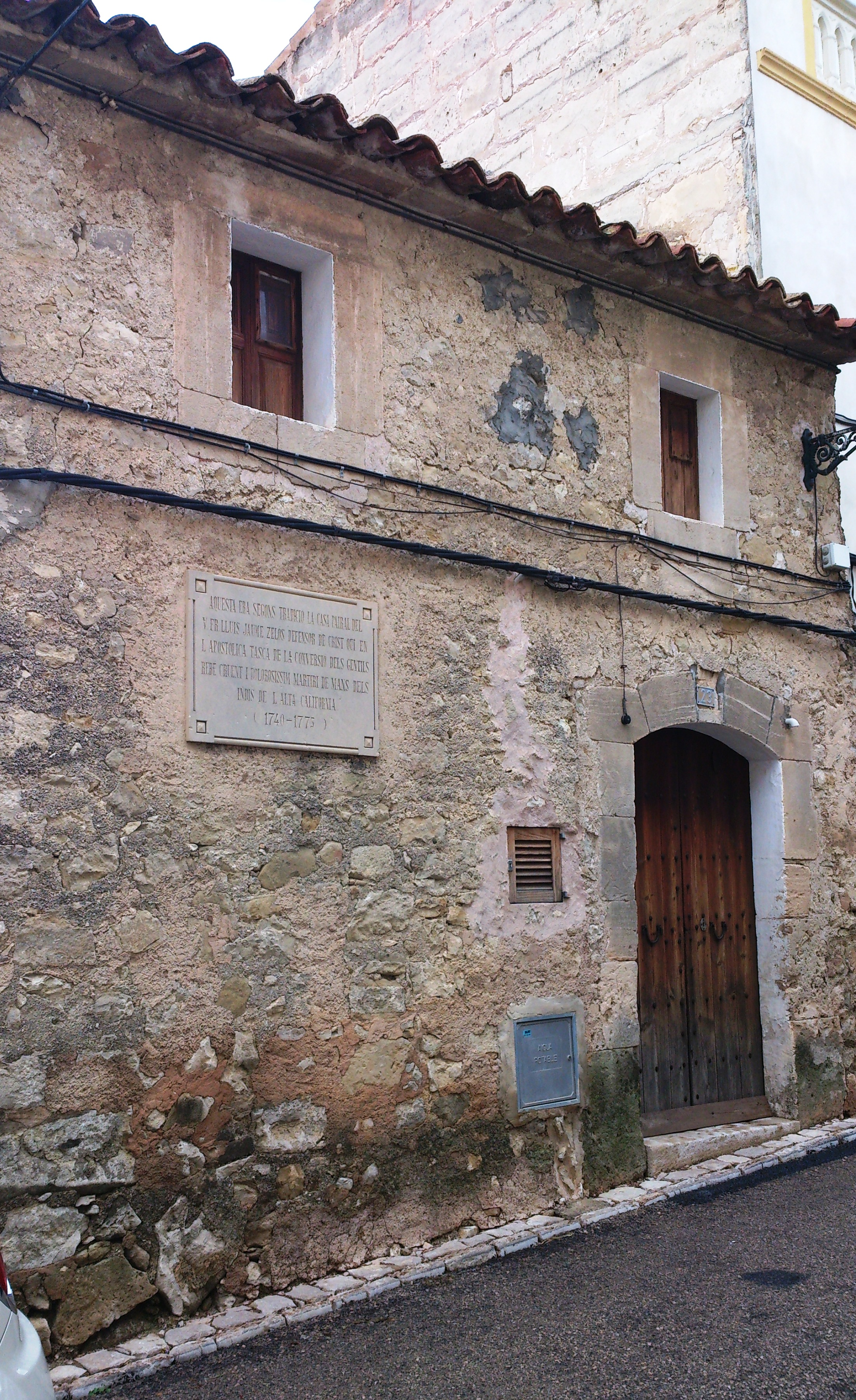
Vallespirs Geburtshaus Sant Joan

Fray Lluís Jaume Vallespir OFM (* 17. Oktober 1740 in Sant Joan, Mallorca; † 5. November 1775 in San Diego, Kalifornien) war ein mallorquinischer Ordensmann.

## Leben

### Frühe Jahre
Lluís Jaume Vallespir wurde 1740 als Sohn des Bauern Melcion Jaume Morro und dessen Ehefrau Margalida Vallespir Sabater geboren. Seine erste Ausbildung erhielt er vom örtlichen Priester seines Dorfes. Im Alter von 15 Jahren trat er in das Kloster San Bernardino de Petra ein, wo er seine religiösen Studien fortsetzte. Er trat am 27. September 1760 in den Franziskanerorden ein und legte am 29. September 1761 seine feierlichen Gelübde ab. Schließlich wurde er am 22. Dezember 1764 nach Studien in Palma zum Priester geweiht. Von 1765 bis 1770 war er Dozent (Professor) für Philosophie am Convent San Francisco. Er bot sich als Missionar an und schiffte sich am 5. März 1769 in Palma zum Apostolischen Kolleg von San Fernando in Mexiko ein, um dort an der Mission zur Christianisierung der Ureinwohner von Oberkalifornien zu arbeiten, die 1749 von Junípero Serra begonnen wurde. Die Reisenden erreichten ihr Ziel zu Beginn des Jahres 1770.

### Leben in Amerika
Er wurde der Mission San Diego de Alcalá in San Diego zugewiesen, die 1769 von Junípero Serra gegründet worden war. Bei ihrer Ankunft waren Lluís und die anderen Franziskaner zusammen mit Pater Serra Teil der Expedition des Militäroffiziers Gaspar de Portolá und seiner Truppen, welche die Bucht von San Diego erkundete. Während Gaspar de Portolá weiter nach Norden fuhr, ließen sich die Ordensleute in San Diego nieder, wo sie begannen, die Einheimischen zu christianisieren.
Fray Lluís Jaume lernte die Muttersprache der Ureinwohner, die die Spanier „Dieguino“ (möglicherweise Kumeyaay) nannten, und als er sie fließend beherrschte, schrieb er einen Katechismus in dieser Sprache. Pater Jaume war einer von denen, die aus Mangel an Nahrungsressourcen im Missionsgebiet umzog. Die neue Siedlung befand sich in der Nähe des heutigen Presidio Hill-Territoriums von San Francisco. Dort pflanzte Jaume Obstgärten auf fruchtbarem Land, um die Bevölkerung zu ernähren, und gründete Gruppen von Katecheten und Sängern für den Gregorianischen Choral.

### Tod
In der Nacht vom 4. auf den 5. November 1775 plünderten etwa 600 Indianer die Kapelle und brannten die anderen Missionsgebäude nieder. Anstatt bei den anderen Brüdern Zuflucht zu suchen, wandte sich Fray Lluís an sie und begrüßte sie mit den Worten: „Kinder, liebt Gott.“ Die Indianer zogen ihn nackt aus, schossen etwa 18 Pfeile auf ihn und schlugen ihm mit Knüppeln und Steinen ins Gesicht. Fray Lluís Jaume wurde ermordet und gilt als der erste römisch-katholische Märtyrer von Oberkalifornien. Sein Grab befindet sich in der Kirche der Mission San Diego de Alcalá in San Diego.

## Auszeichnungen
Am 6. September 1786 erklärte ihn der Rat von Palma zum „berühmten Sohn der Stadt“. Der Stadtrat von Sant Joan tat dasselbe im Jahr 1975. Eine Gedenktafel wurde an der Fassade seines Geburtshauses angebracht und eine von Tomás Vila angefertigte Skulptur wurde im Katholischen Zentrum der Stadt aufgestellt.